# Родригес Фернандес, Диего
Диего Родригес Фернандес (исп. Diego Rodríguez Fernández; род. 20 апреля 1960, Ла-Оротава, Канарские острова) — испанский футболист, игравший на позиции центрального защитника. Известен по выступлениям за «Реал Бетис» и «Севилью», сыграв за оба клуба в сумме 450 матчей в Ла Лиге. После завершения карьеры работал тренером.

## Клубная карьера
Начав профессиональную карьеру в клубе «Тенерифе». В сезоне 1982/83 перешёл в состав команды «Реал Бетис». За «зелёно-белых» Диего сыграл почти 250 официальных матчей во всех турнирах.
В 1988 году присоединился к соперничающему клубу «Бетиса» - «Севильи». В составе «красно-белых» был игроком основного состава, где выступал до сезона 1995/96. Его самый низкий показатель появлений на поле за сезон - 24 игры в сезоне 1994/95, в которых он появлялся с первых минут и помог клубу занять 5-е место в чемпионате.
В июне 1998 года, в возрасте 38 лет, Диего завершил карьеру профессионального футболиста, выступая за клуб «Альбасете». Но до 40 лет играл в любительской команде «Атлетико Дос-Эрманас»

## Карьера за сборную
24 февраля 1988 года Диего дебютировал за национальную сборную Испании в товарищеском матче против Чехословакии, заменив во втором тайме Хулио Альберто. В том же году был включен в состав на чемпионат Европы в ФРГ.

## Карьера тренера
В начале 2002 года, сразу после ухода из футбола, он начал свою тренерскую карьеру, выступая в качестве помощника Альфонсо Гусмана в команде «Сьюдад де Мурсия» из Сегунды Б, но заменил его в последних десяти матчах сезона.
В 2008 Диего вернулся в Севилью, начав с резервной командой «красно-белых» и возглавив дублирующий состав в следующем году. В середине февраля 2010 года он был уволен. 